# Jakob Riis (komponist)
 Der er flere personer med dette navn, se Jakob Riis. (Se også artikler, som begynder med Jakob Riis)
Jakob Riis (født 11. marts 1964 i Vejle) er en dansk komponist, laptop musiker og improvisator. Modtog DJBFAs hæderspris 2006.